# Bathromelas hyaloscopa
Bathromelas hyaloscopa är en fjärilsart som beskrevs av Edward Meyrick och Oswald Beltram Lower 1907. Bathromelas hyaloscopa ingår i släktet Bathromelas och familjen säckspinnare. Inga underarter finns listade i Catalogue of Life.